# Parendans
Een parendans of paardans is een dans die door een danspaar (bestaande uit een mannelijke en vrouwelijke danser) wordt gedanst. Men dient de parendans niet te verwarren met een paringsdans.  Parendansen komen voor in zowel volksdansen, stijldansen (ballroom- en Latijns-Amerikaanse dans), moderne dans en ballet. 
Enige voorbeelden van paardansen zijn:
- Tango
- Canarie
- Foxtrot
- Rumba
- Wals

Doorgaans wordt in een parendans de leidende rol gegeven aan de mannelijke danspartner.
De geschiedenis van de parendans gaat ver terug in de tijd, en heeft van oorsprong waarschijnlijk een erotische betekenis: de man probeerde de vrouw het hof te maken door haar middels een dans te verleiden.